# Kuenga Gyeltshen
Kuenga Gyeltshen (Mongar, 5 de maio de 1992 é um futebolista butanês que atua como ponta-esquerdo. Atualmente joga pelo Thimphu F.C..

## Carreira internacional
Kuenga teve sua primeira partida internacional pelo Butão em 16 de junho de 2015, contra a China, pelo Grupo C da segunda fase das eliminatórias asiáticas para a Copa do Mundo FIFA de 2018. A partida, jogada no Estádio Changlimithang, terminou em derrota por 6 a 0, sendo este o maior revés da equipe em casa de sempre.